# Yoko (Kamerun)

Yoko, deutsche Militärstation (um 1905)

Yoko (dt.: Joko) ist eine Stadt in Kamerun. Sie liegt in der Region Centre im Departement Mbam-et-Kim. Die Stadt befindet sich auf einer Höhe von 927 Metern über dem Meeresspiegel und hat ungefähr 4000 Einwohner.

## Geschichte
Yoko war bis ins 19. Jahrhundert Sitz eines Vute-Oberhäuptlingstums und geriet im Zuge der militärischen Expansion des Adamawa-Subemirats von Tibati unter die direkte Herrschaft der Fulbe, die es zu einem wichtigen Grenzstützpunkt gegen die tributären Vute-Gesellschaften in Ndumba und Linte ausbauten.
Im Oktober und November 1890 hielt sich als erster Europäer Kurt von Morgen dort auf. Als Max von Stetten den Ort 1893 passierte, stand er unter der Herrschaft eines Fulbe-Chief; die Bevölkerung bestand mehrheitlich aus Hausa. Insgesamt war die Einwohnerschaft damals stark islamisiert. Es fand sogar ein regelmäßiges Freitagsgebet statt.
Yoko wurde während des Wute-Adamaua-Feldzuges 1898/99 durch die deutsche Schutztruppe besetzt und in den folgenden Jahren als Festung ausgebaut. Überragt wurde sie von einem 18 Meter hohen Turm, der zum Wahrzeichen der Station wurde. Yoko hatte für die Kolonialverwaltung eine wichtige Funktion als Etappenstation auf der Route von Jaunde in den Norden der Kolonie Kamerun und verfügte über eine Viehversuchsstation. Zunächst noch Nebenposten der Militärstation Banyo wurde es 1908 Regierungsstation unter Mitverwaltung des Bezirksamts Jaunde mit Postagentur und Polizeistation.
1904 wurde nach unbedeutenden lokalen Unruhen der Oberhäuptling Jimka von Yoko auf Veranlassung des Stationsleiters hingerichtet. Im Übrigen war die deutsche Herrschaft dort unangefochten. Bis zum Ersten Weltkrieg entwickelte sich der Ort zu einem wichtigen Zentrum des Kautschukhandels in Zentralkamerun. 1905 hatten sich dort bereits neun europäische Handelsfirmen niedergelassen.
Nach dem Ersten Weltkrieg kam Yoko unter französische Mandatsverwaltung.
Die Stadt ist heute Hauptort der Gemeinde Yoko, die durch Dekret Nr. 237 vom 7. Juni 1955 gegründet wurde. Die Fläche der Gemeinde beträgt ca. 15.000 km².

## Verkehr
Der Ort ist noch heute die wichtigste Zwischenstation auf der Nationalstraße N15 von Yaoundé nach Tibati.

## Klimatabelle
|                       | Jan  | Feb  | Mär  | Apr  | Mai  | Jun  | Jul  | Aug  | Sep  | Okt  | Nov  | Dez  |   |      |
| Mittl. Tagesmax. (°C) | 29,7 | 31,2 | 30,0 | 28,3 | 27,1 | 26,0 | 27,2 | 24,9 | 25,6 | 26,4 | 27,7 | 28,7 | ⌀ | 27,7 |
| Mittl. Tagesmin. (°C) | 18,2 | 19,2 | 19,1 | 18,8 | 18,3 | 17,7 | 17,6 | 17,6 | 17,3 | 17,5 | 18,3 | 18,0 | ⌀ | 18,1 |
|                       |      |      |      |      |      |      |      |      |      |      |      |      |   |      |
| Niederschlag (mm)     | 4    | 16   | 74   | 107  | 210  | 160  | 190  | 201  | 302  | 292  | 53   | 7    | Σ | 1616 |
|                       |      |      |      |      |      |      |      |      |      |      |      |      |   |      |
| Sonnenstunden (h/d)   | 8,3  | 8,5  | 6,7  | 6,7  | 7,0  | 6,0  | 4,1  | 3,8  | 4,7  | 6,1  | 8,3  | 8,4  | ⌀ | 6,5  |
|                       |      |      |      |      |      |      |      |      |      |      |      |      |   |      |
| Regentage (d)         | 0    | 2    | 7    | 11   | 12   | 13   | 17   | 19   | 17   | 20   | 5    | 1    | Σ | 124  |
|                       |      |      |      |      |      |      |      |      |      |      |      |      |   |      |
| Luftfeuchtigkeit (%)  | 48   | 49   | 63   | 67   | 81   | 85   | 88   | 87   | 85   | 82   | 70   | 59   | ⌀ | 72,1 |

| 18,2 |

| 19,2 |

| 19,1 |

| 18,8 |

| 18,3 |

| 17,7 |

| 17,6 |

| 17,6 |

| 17,3 |

| 17,5 |

| 18,3 |

| 18,0 |

| 18,2 |

| 19,2 |

| 19,1 |

| 18,8 |

| 18,3 |

| 17,7 |

| 17,6 |

| 17,6 |

| 17,3 |

| 17,5 |

| 18,3 |

| 18,0 |